# Ožbalt

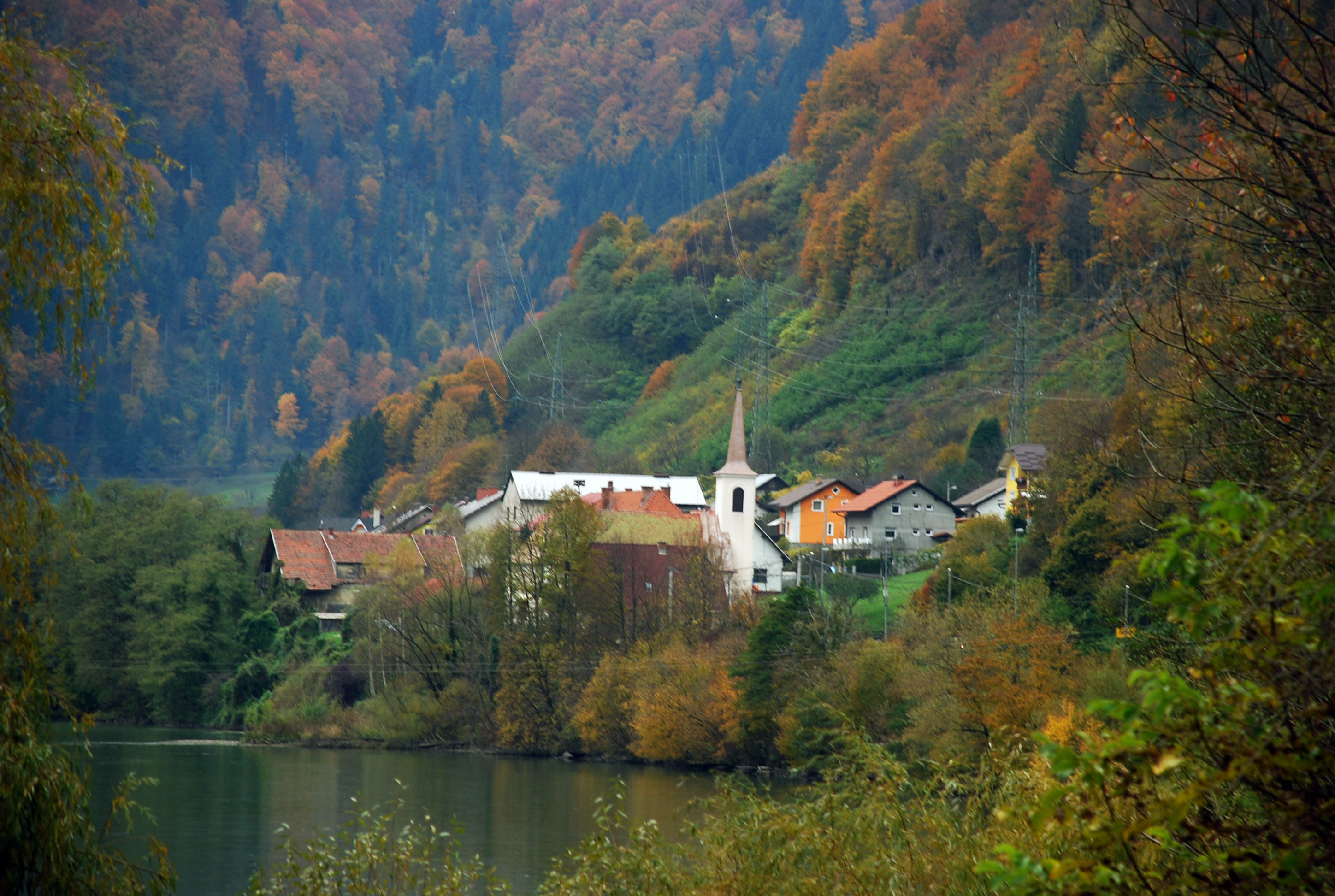
Ortszentrum von Ožbalt am Stausee der Drau

Ožbalt (deutsch St. Oswald im Drauwald, St. Oswald an der Drau) ist ein Ort im Norden Sloweniens.

## Geografie
Ožbalt liegt auf 306 m Seehöhe im Tal der Drau. Es gehört zur Gemeinde Podvelka (Podwölling) in der Region Štajerska. Der Ort befindet sich am linken Ufer (Nordufer) der Drau an der Mündung des von Norden, aus dem Gebiet von Kapla (Kappel) kommenden Ožbaltski potok (Oswaldbach oder Oswaldgrabenbach) an der Straße zwischen Maribor und Kärnten. Im Süden liegt das waldreiche Gebiet des Pohorje. Östlich des Ortes führt ein weiterer Bachlauf ebenfalls vom Drautal Richtung Norden. In ihm fließt die Črmenica.

## Geschichte
Das Gebiet von Ožbalt liegt im Drauwald, dem Grenzgebiet zwischen dem historischen Unterkärnten (Karantanien, Herzogtum Kärnten, Grafschaft Jauntal) und der Mark an der Drau („Mark hinter dem Drauwald“, von Kärnten aus gesehen). Diese Mark wurde nach 1147 an die Mark an der Mur angeschlossen, sie gehört damit zum Kerngebiet der Steiermark im Mittelalter. Als Grenzlinie im Drauwald wird der Lauf der Gewässer Velka (Wölka) – Drau–Črmenica (Tschermenitzen-Graben östlich Ožbalt) angenommen. Vor dem Zusammenschluss der Markgebiete war das Gebiet von Ožbalt damit der östlichste Teil des damaligen Unterkärnten. Ob in dieser Zeit bereits eine Siedlung bestand, ist nicht belegt. Ožbalt wird 1372 erstmals genannt.
Nach der Vierteleinteilung der Steiermark 1462 lag Ožbalt im „Viertel zwischen Mur und Traa“ (Drau). Im 15. und 16. Jahrhundert lag Ožbalt im Gebiet der Landgerichte Mahrenberg und Remschnig. Es gehörte zum Sprengel der Filialkirche „Sant Osswaldt bey der Traa“ der Pfarre „Unser Frawen zw Fresen“.
Ab 1770, in der ersten Personen- und Häusererfassung in Österreich, sind Häuser und Menschen aus Ožbalt im Numerierungsabschnitt beim westlich gelegenen Ort Brezno erfasst. Gemeinsam mit den anderen Numerierungsabschnitten in Mahrenberg und Remschnig gehörte das Gebiet von Ožbalt zunächst zum Werbbezirk Faal (heute Fala) und später zum Werbbezirk Mahrenberg (heute Muta) im Marburger Kreis. Als Pfarre wurde das Gebiet von Ožbalt erst 1787 selbständig.

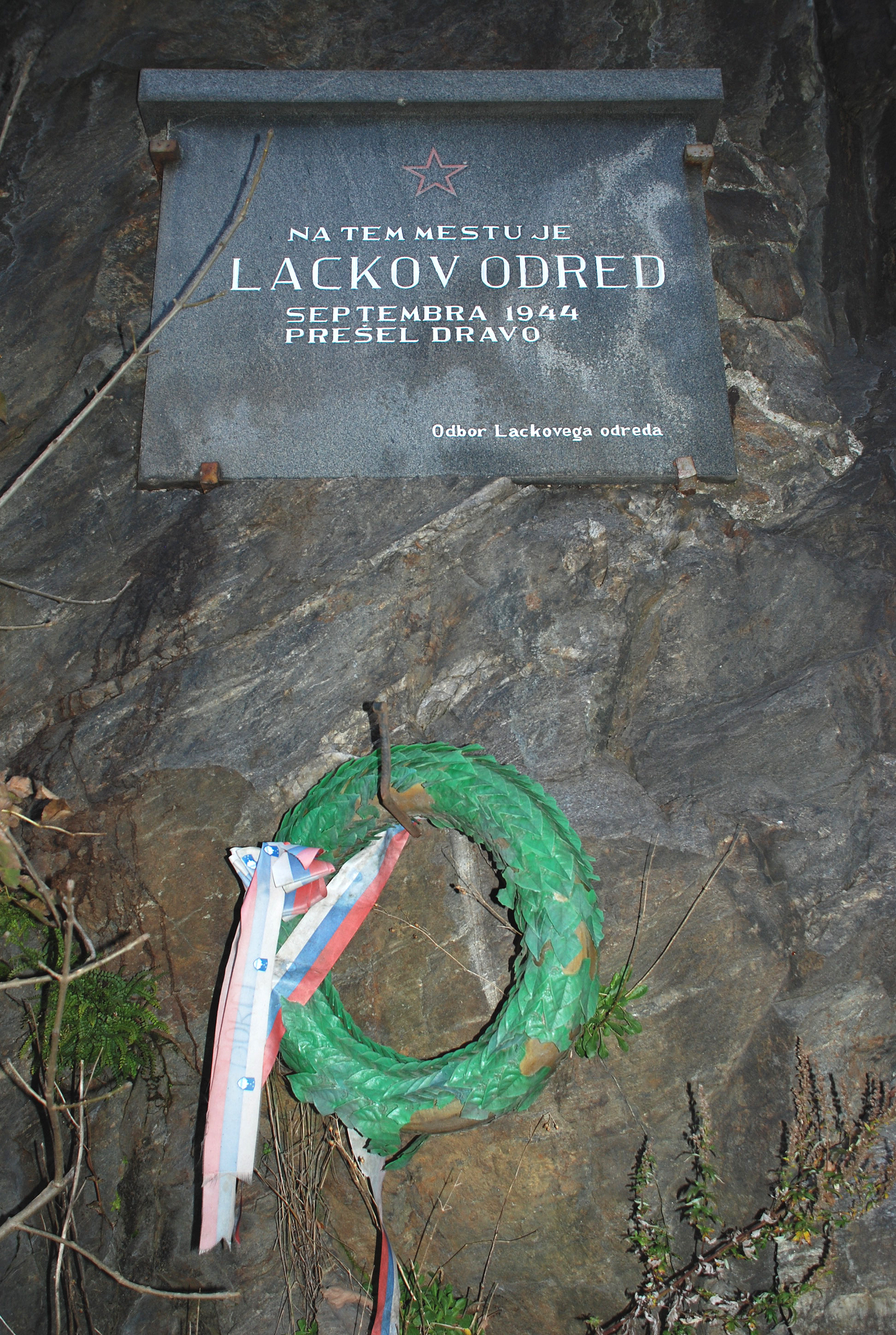
Gedenktafel an den Drauübergang des Partisanenverbandes Lackov 1944

Bis 1818/19 waren die „kleine Velka“ und die „Sturmrieden“, Felsplatten in der Drau bei Ožbalt, Hindernisse für die Drauschifffahrt. Sie wurden damals gemeinsam mit anderen Hindernissen beseitigt.
Der Graben, in dem der Oswaldbach fließt, wird in älteren Landkarten Oswaldgraben genannt (nicht zu verwechseln mit der gleichnamigen Katastralgemeinde „Oswaldgraben“ bei Kainach), der Lauf der Črmenica war früher als Tschermenitza-Graben verzeichnet. Seit dem 19. Jahrhundert ist Ožbalt Poststation. 1822 ist eine Trivialschule mit 17 Kindern belegt. Vom Oswaldgrabenbach wurden damals eine Mühle von der gegen Entgelt auch fremdes Getreide vermahlen wurde (Mautmühle), eine Stampf und zwei Sägen angetrieben.
Bei der Neuordnung der Gemeinden 1850 wurde die bis dahin bestehende Gemeinde (Katastralgemeinde) Ožbalt in die neue Ortsgemeinde Fresen einbezogen. Der Ort gehörte damit zum Sprengel des Bezirksgerichtes und Steueramtes Mahrenberg in der Bezirkshauptmannschaft Windischgratz. Ožbalt hatte damals 229 Einwohner (Seelen). Pfarrort blieb St. Oswald. Ožbalt umfasste 1465 Joch 683 Quadratklafter (= 843,3 Hektar) und lag 11¼ Stunden vom Sitz der Bezirkshauptmannschaft und 4¼ Stunden vom Sitz des Bezirksgerichtes entfernt (Fußweg bzw. Ochsenkarren).
Ožbalt war ein Bergbauort: Im Nordwesten an der Straße Richtung Kappel liegt ein Bleivorkommen, bis 1855 wurde eine Bleischmelze betrieben. Ein Erzbergwerk befand sich bei der Divjakhube bei Offberg in Remschnigg. Im Glimmerschiefer des Gemeindegebietes wurden Quarzgänge, Bleiglanz, Kupferkies, Zinkblende und Eisenspat gefunden, die bis 1840 in der Gemeinde verhüttet wurden.
In Ožbalt befand sich eine Mautstelle an der Drauwalder (Kärntner) Reichsstraße. 1898 wurde diese Mautstelle nach Wurmath verlegt, aber 1900 wieder zum Haus Nr. 21 im damaligen St. Oswald zurückverlegt.
An der Eisenbahnstation von Ožbalt begann Ende August 1944 eine Aktion jugoslawischer Partisanen, bei der 132 Kriegsgefangene der alliierten Armeen des Zweiten Weltkrieges aus der Belegschaft eines Arbeitslager des deutschen Reiches befreit wurden. Diese Gefangenen waren zur Reparatur der von den Partisanen beschädigten Eisenbahnlinie eingesetzt und von einem Lager bei Marburg per Bahn antransportiert worden. Diese Aktion wird im englischen Sprachraum als „Raid at St. Lorenzen/Angriff von St. Lorenzen“ bezeichnet. Siehe dazu den Artikel der englischen Wikipedia unter Weblinks. Eine Gedenktafel an der Straße östlich von Ožbalt erinnert an die einige Wochen später erfolgte Drauüberquerung des Lackov-Verbandes der Partisanen. Dieser Verband war ca. 200–300 Personen stark und griff in weiterer Folge in den Bezirken Leibnitz und Deutschlandsberg der Steiermark in die Kämpfe der Endphase des Zweiten Weltkrieges ein.

## Infrastruktur

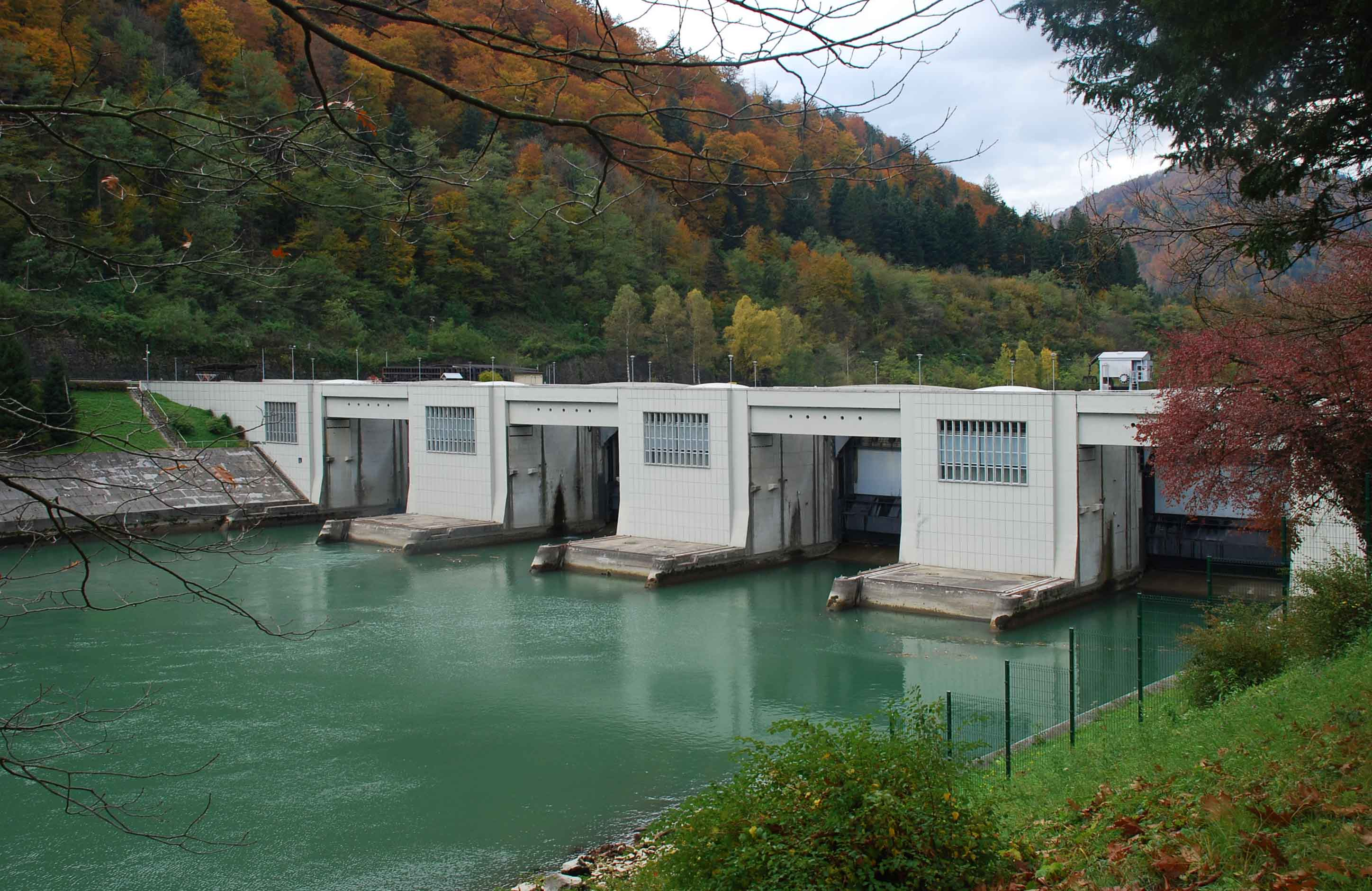
Wasserkraftwerk Ožbalt

Die slowenische Hauptstraße 1 „Mariborska cesta“ (Marburger Straße) führt im Gebiet von Ožbalt durch das Drautal. Bei Ožbalt zweigen zwei Straßen nach Norden ab. Eine vom Ortszentrum in das Tal des Ožbaltski potok (Oswaldbaches), eine zweite einige hundert Meter östlich im Tal des Črmenica-Baches. Diese Verbindungen führen über das Gebiet von Kappel und dann über den Poßruck in die Südsteiermark: entweder bei Remšnik/Remschnigg (Grenzübergang Arnfels/Kapla) nach Arnfels oder über Grenzübergänge bei Gradišče/Schloßberg oder Duh na Ostrem vrhu–(Hl.Geist)/Großwalz in das Gebiet der Burg Schmirnberg und nach Leutschach. Diese Wege sind nicht alle mit Pkw passierbar, sie werden von einer Reihe von Wander-, Mountainbike- oder Radwanderwegen genützt, so z. B. von der Austria-Slovenija-Radtour.
Ožbalt liegt an der Autobuslinie Maribor↔Radlje ob Dravi und an der Eisenbahnstrecke Maribor–Dravograd–Bleiburg–Klagenfurt (Drautalbahn, ehemalige Strecke der Südbahngesellschaft). Etwa zehn Busse und vier Züge täglich verbinden Ožbalt mit Maribor. Die Bahnreise für die 28 km lange Strecke dauert bei 40–50 Minuten, nach Prevalje und Holmec an der Grenze zu Österreich (nächste österreichische Station Bleiburg) werden vom Personenzug für 47 km etwas mehr als 1 Stunde benötigt.

## Kraftwerk
Ein Kilometer östlich von Ožbalt liegt stromabwärts an der Drau ein Wasserkraftwerk. Dieses Kraftwerk wurde 1957–1960 erbaut. Nach einem Umbau in den Jahren bis 2005 kann es mit seinen drei Turbinensätzen bei einer Leistung von bis zu 73 MW Energie produzieren. Das Oberwasser (bei gefülltem Stausee) liegt bei 299,22 Meter Seehöhe, das Unterwasser bei 281,80 Meter, was eine Fallhöhe von maximal etwa 17 Metern ergibt. Der Stausee hat ein Volumen von 10.5 Millionen m³, von denen 1,4 Mio m³ genützt werden können. Er ist 12,7 km lang und reicht bis vor das drauaufwärts liegende Kraftwerk bei Vuhred (Wuchern).

## Pfarrkirche
Namensgeber des Ortes und Patron (Schutzpatron) der Pfarrkirche ist der Hl. Oswald, ein englischer König aus dem 7. Jahrhundert. Der Hl. Oswald gilt u. a. als Patron des Viehs, der Schnitter und Helfer gegen die Pest. Seine Verehrung wird mit der „Schottenmission“, einer Missionswelle durch irische Mönche im süddeutschen Raum im 12. und 13. Jahrhundert in Verbindung gebracht. Der Name Oswald ist eine auf das Althochdeutsche zurückgeführte Kombination aus „Odin“ und „walten“ (herrschen), was in allgemeinem Sinn mit „Gott herrscht“ übersetzt wird.
Gedenktag des Hl. Oswald ist der 5. August.

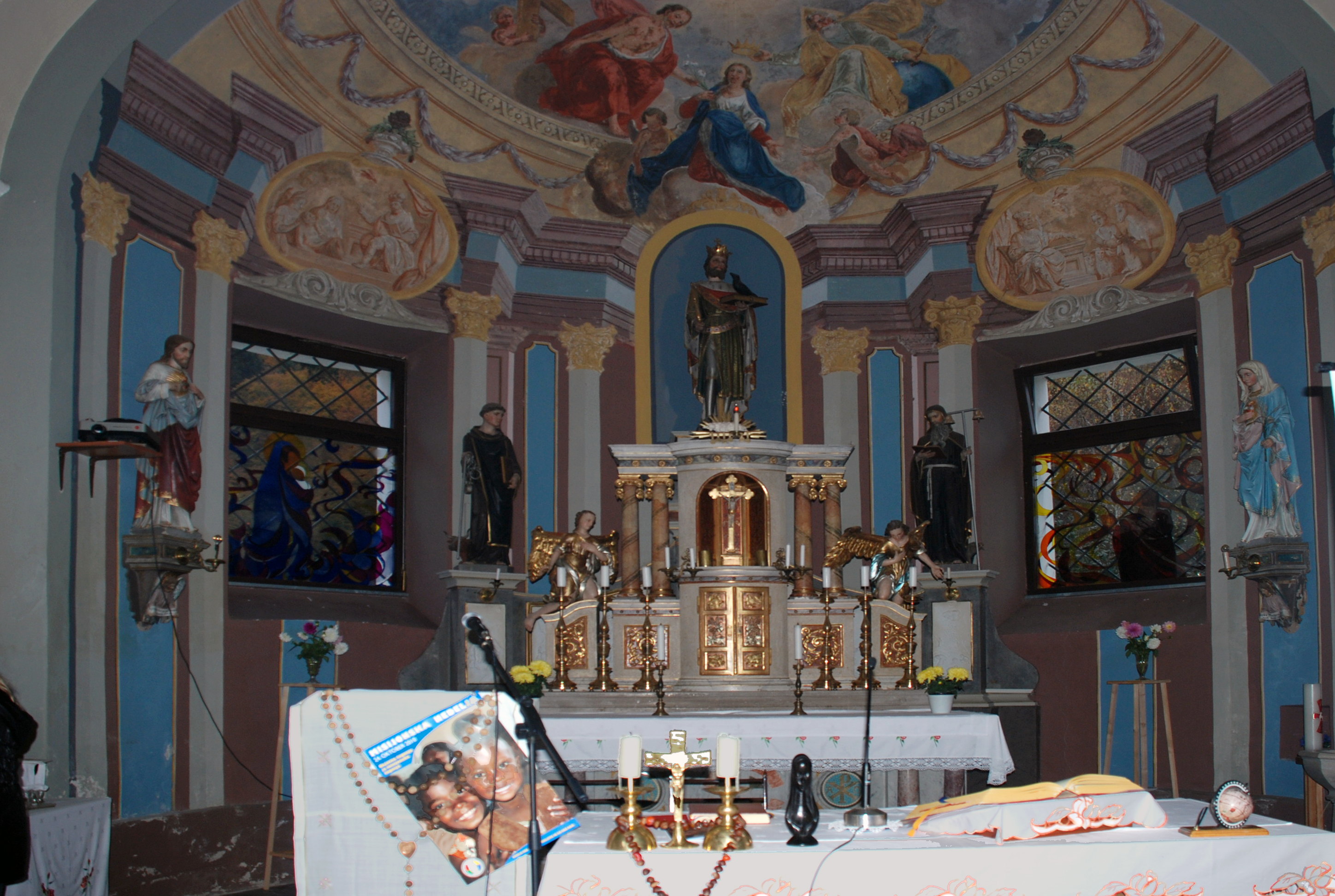
Hochaltar der Pfarrkirche in Ožbalt

Die bestehende Kirche wurde 1813 bis 1817 erbaut, ihr Turm stammt aus dem Jahr 1859. Eine Kirche in Ožbalt ist bereits 1495 im „Faaler Urbar“ erwähnt. Am 21. August 1510 weihte der Lavantiner Bischof Leonhard Peurl in dieser Kirche einen Altar dem Hl. Andreas und der Hl. Ursula mit deren Begleiterinnen (lat.:„Vrsule et sodalium eius“). Als Reliquien des Altares wurden im Konsekrationsprotokoll neben jenen der Genannten auch solche des Hl. Georg sowie ferner der Hl. Maria und der Heiligen Hermagoras (als „Hermachora“ bezeichnet) und Fortunatus angegeben. Die Pfarre gehört zum Dekanat Mahrenberg. Von Ožbalt aus wird die Pfarre Kapla (Kappel) mitbetreut. Diese Pfarre wurde 1893 errichtet, vorher war die Kirche ab 1795 eine Localie (Kaplanei) von Ožbalt. Die Pfarre Ožbalt/St. Oswald kann aufgrund der Formulierungen der älteren Literatur mit der (wie Kapla) ebenfalls erst 1893 zur Pfarre erhobenen Localie von St. Oswald in Freiland verwechselt werden. Im 19. Jahrhundert wurde das Patronat der Pfarre durch den Religionsfonds wahrgenommen. Die Kirche ist im slowenischen Kulturgüterregister unter der Nr. 3216 eingetragen.

## Weblinks

Ožbalt und Umgebung
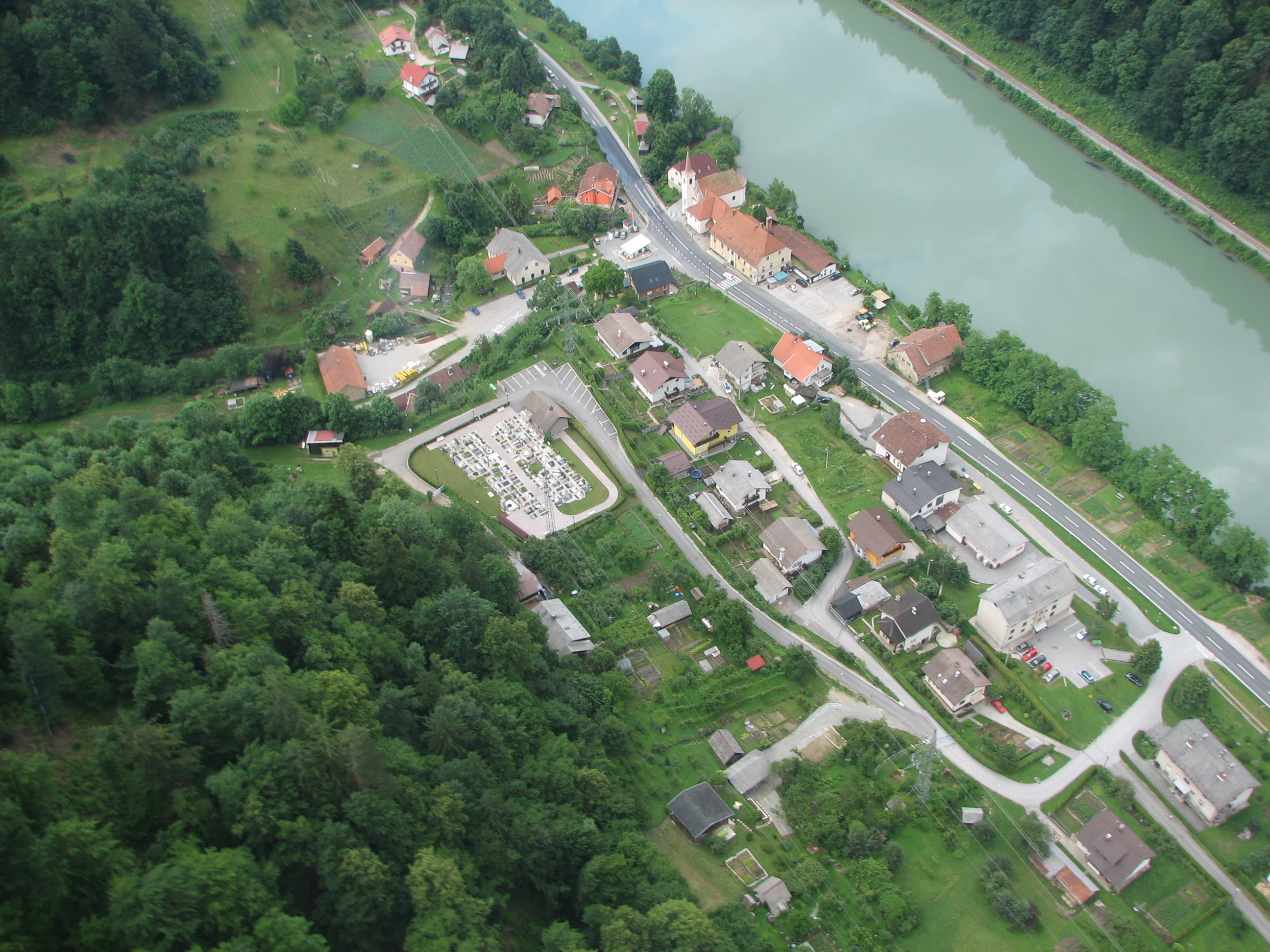
Ortszentrum von Ožbalt
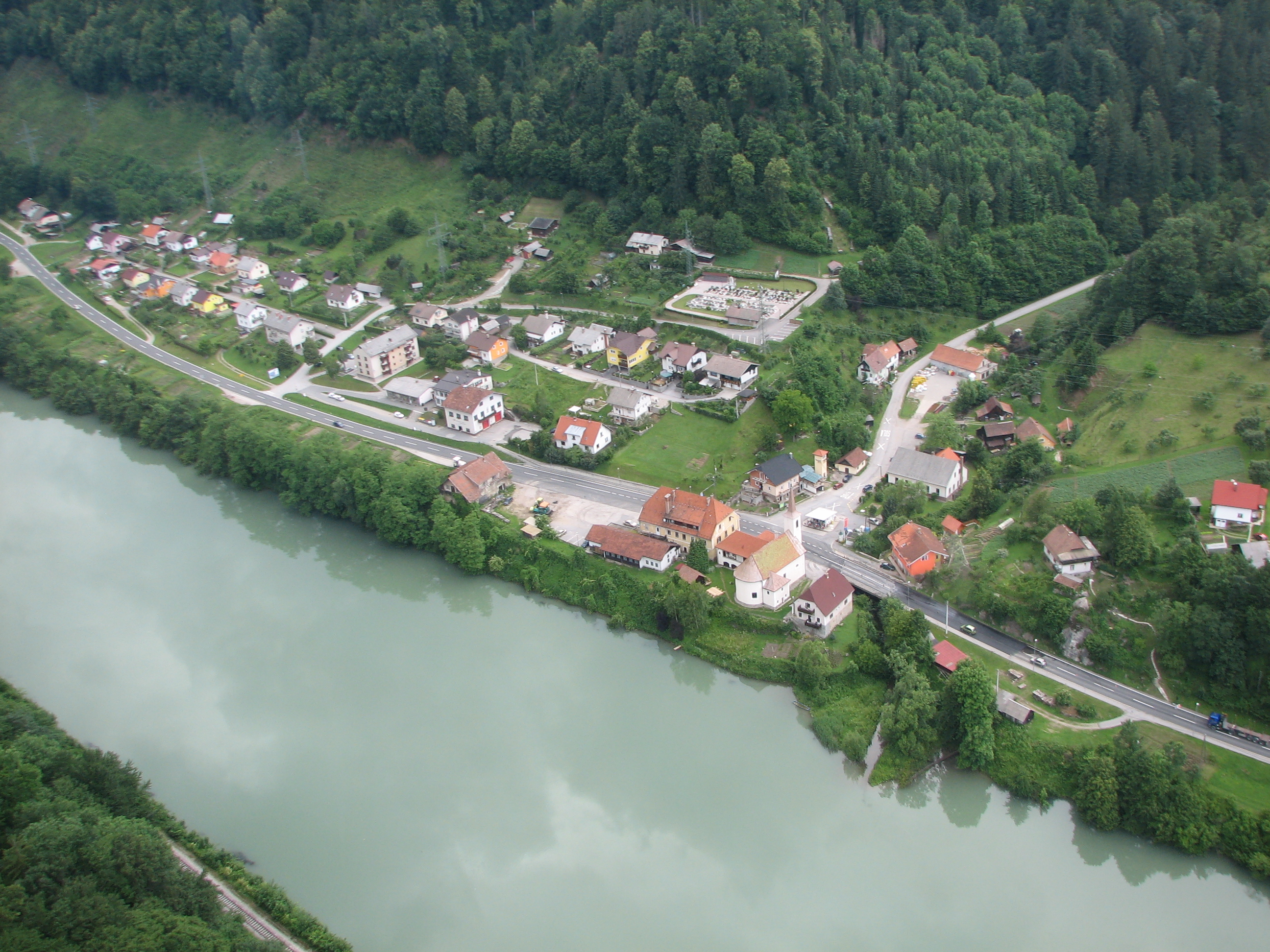
Die Straße nach Kapla zweigt im Zentrum des Ortes ab
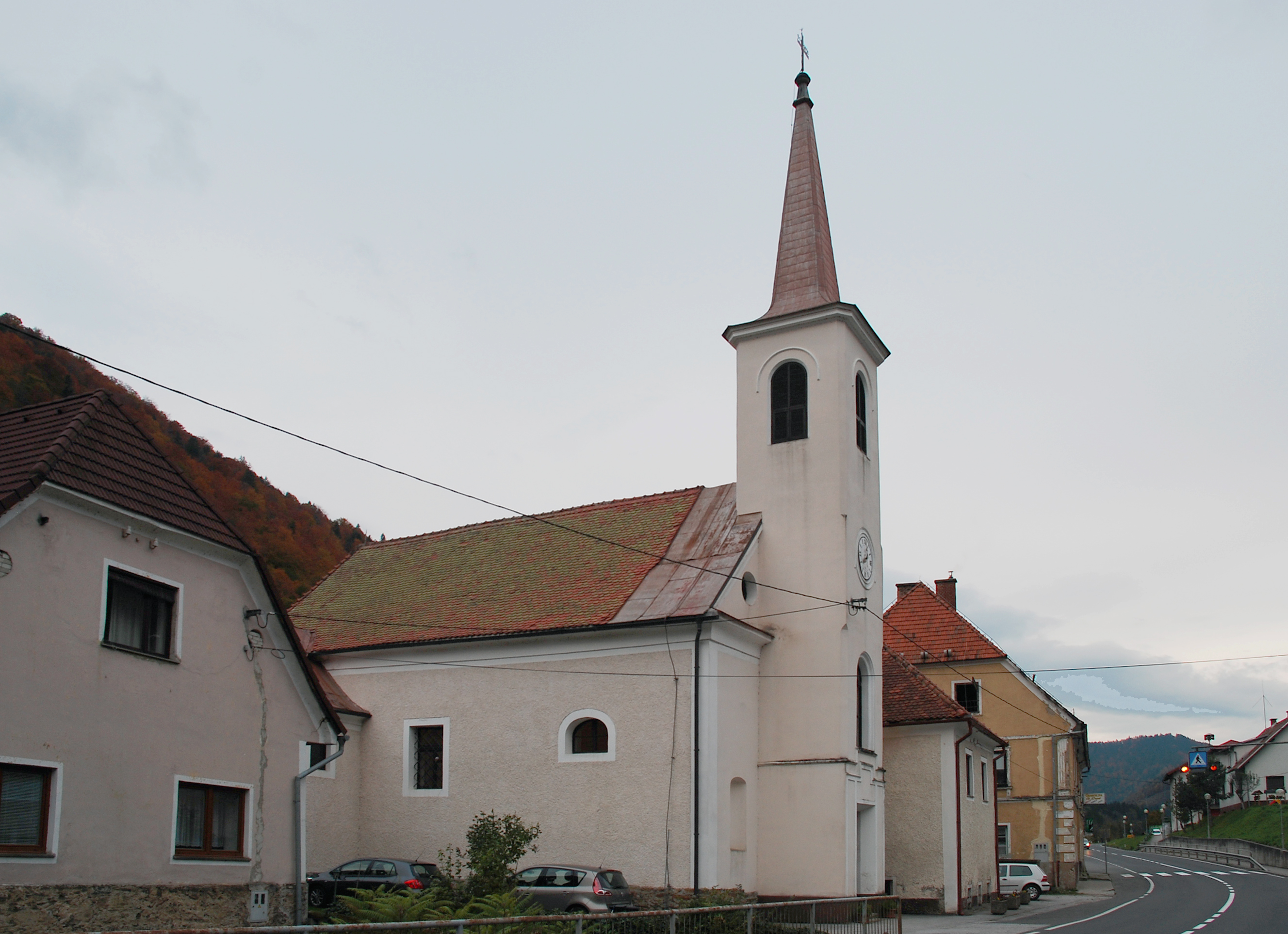
Pfarrkirche
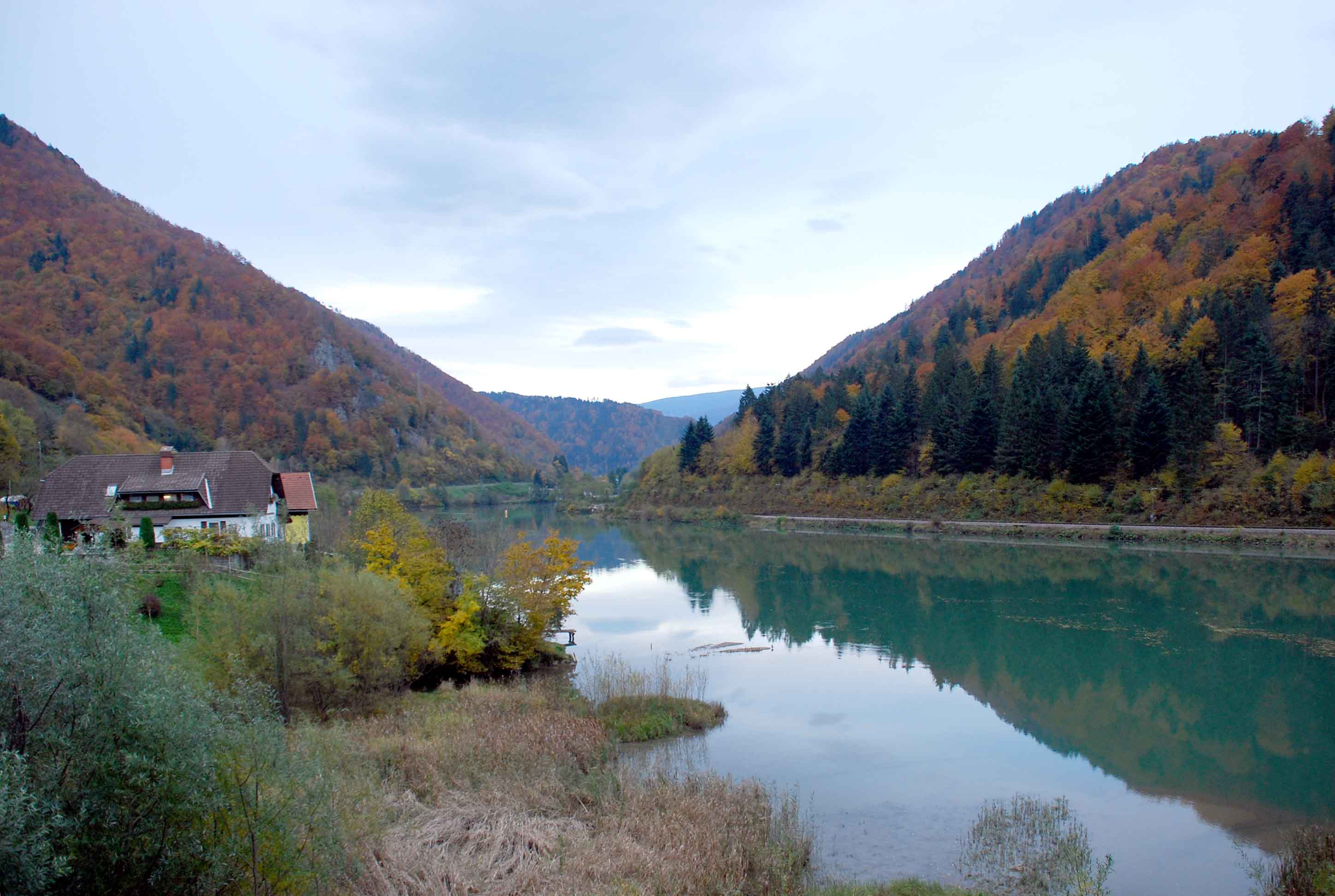
Ožbalt liegt am Stausee des Kraftwerkes Ožbalt
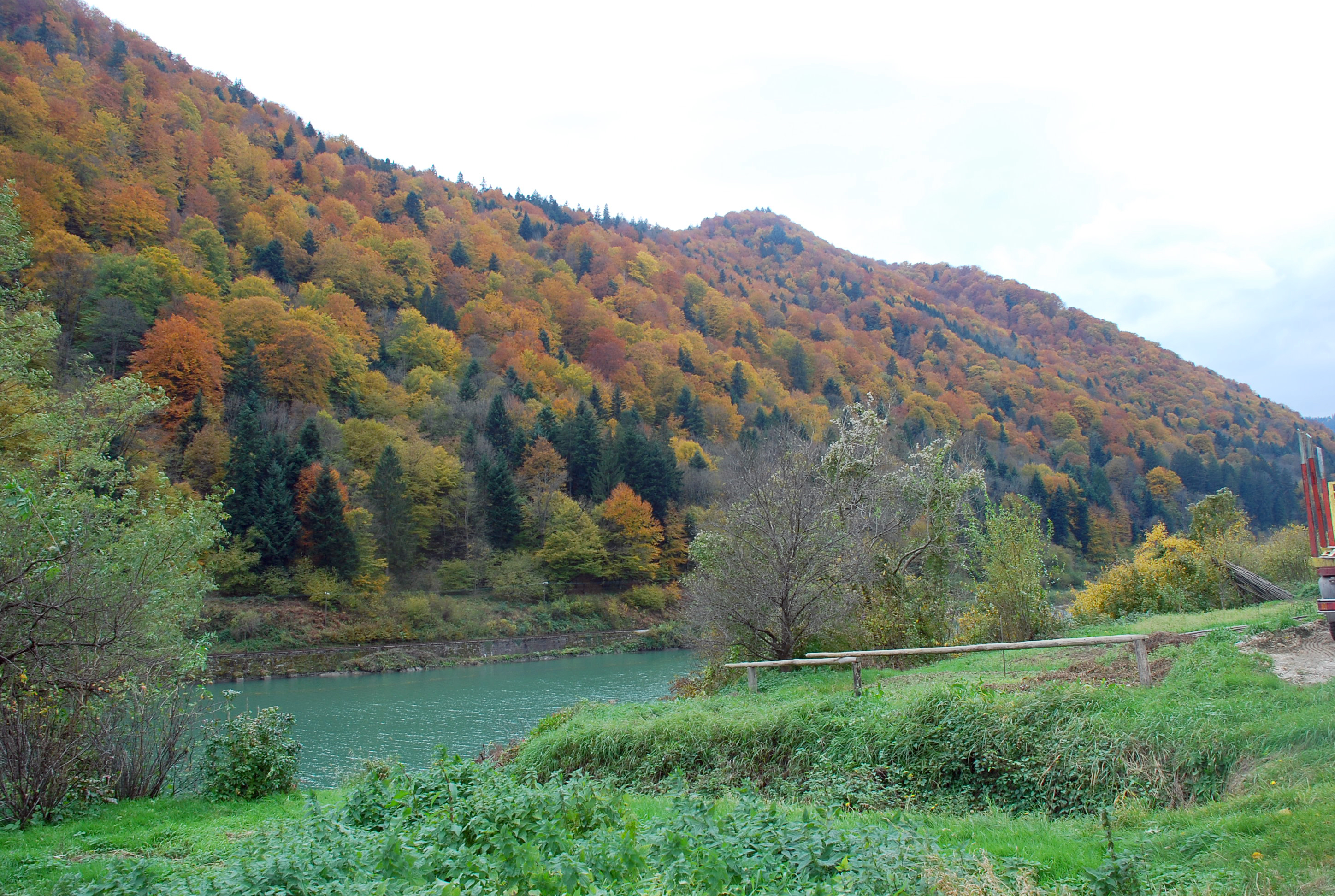
Drautal westlich des Ortes
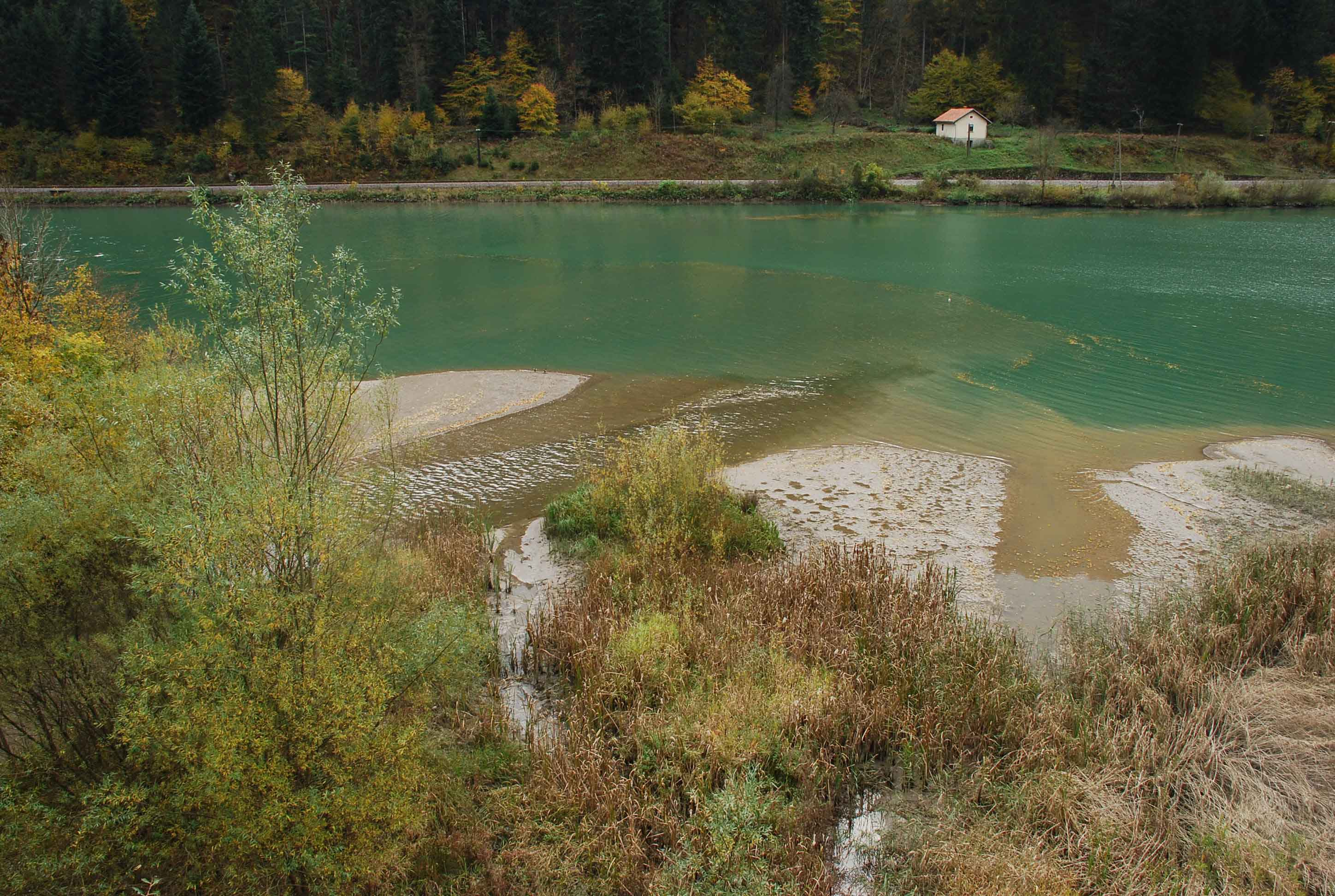
Mündung der Črmenica in die Drau: Grenzpunkt zwischen Karantanien und der Mark hinter dem Drauwald im frühen Mittelalter
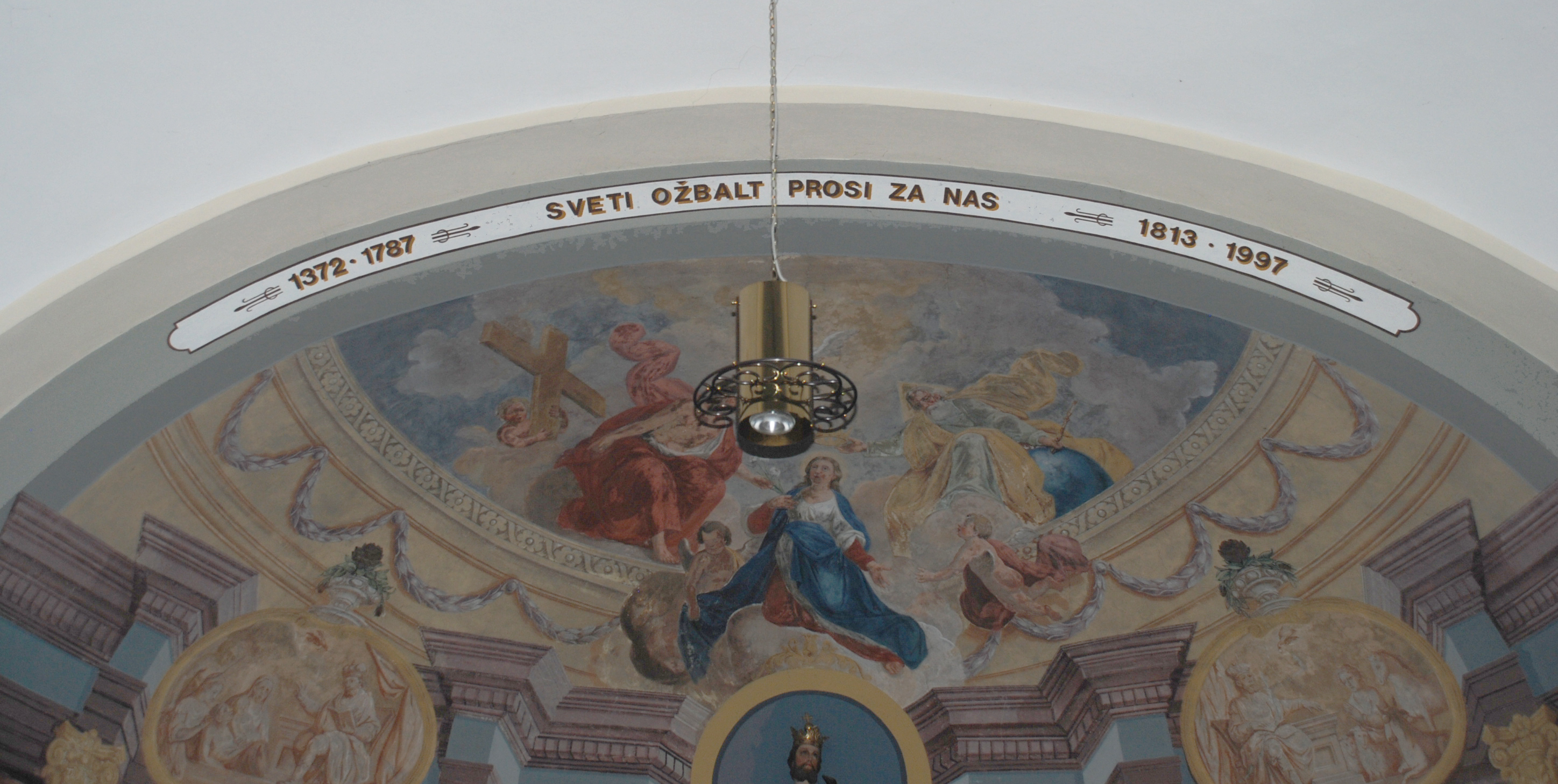
Ein Gurtbogen vor der Kirchenapsis dokumentiert erste Erwähnung der Siedlung, Pfarrerhebung, Kirchenbau und Renovierung
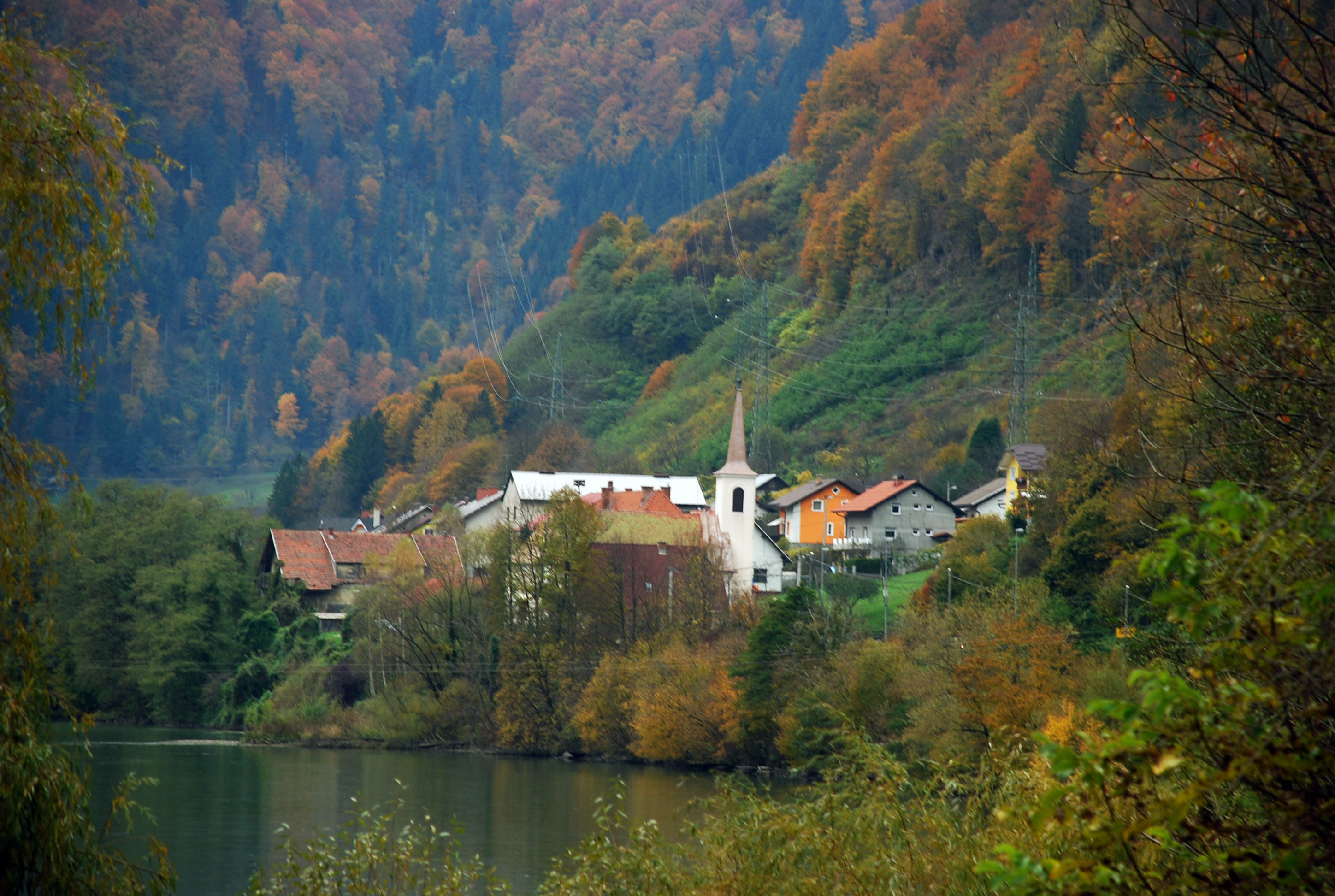
Starkstromleitungen dominieren die Hänge oberhalb des Ortes
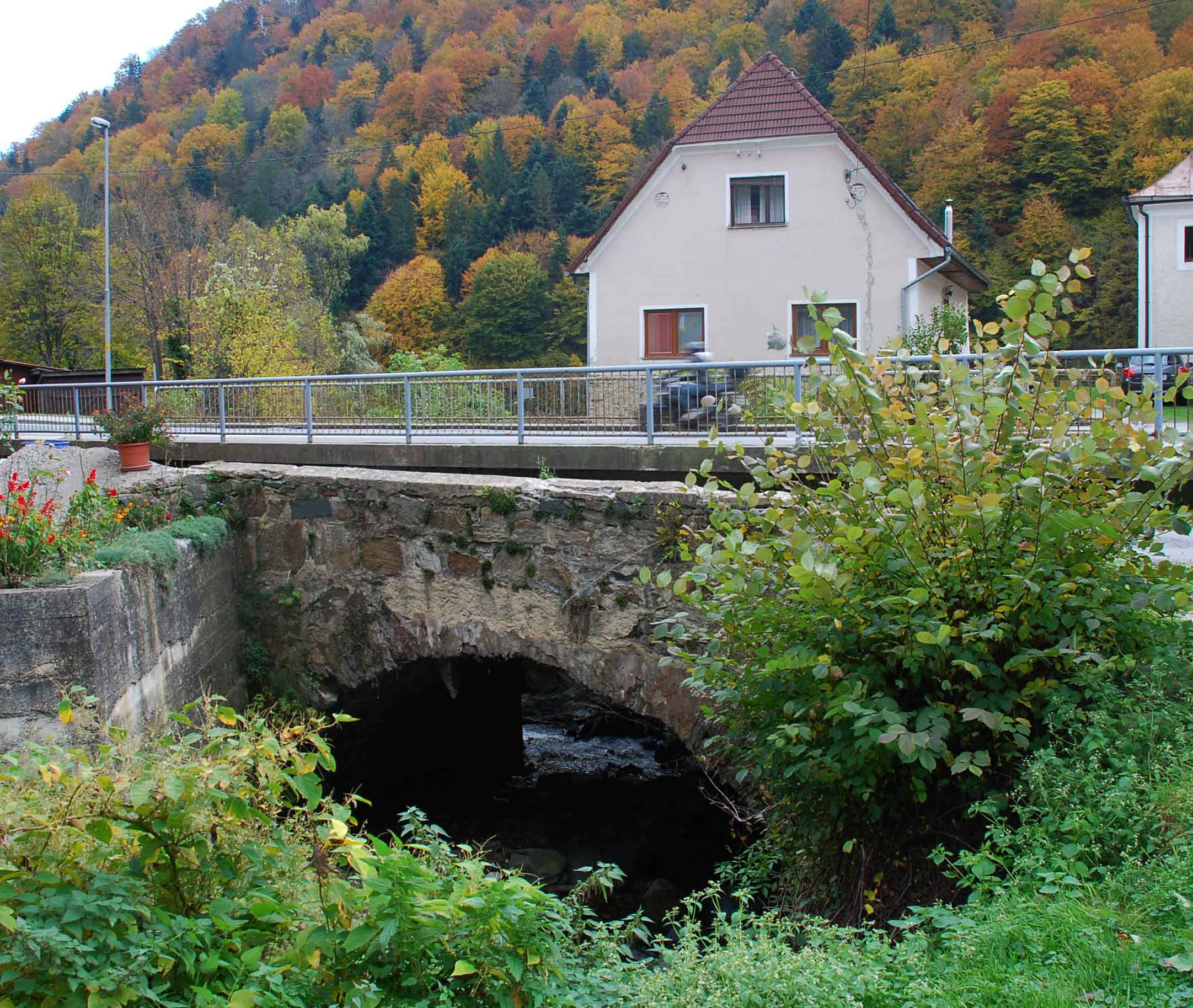
Die alte Brücke über den Ožbaltski Potok (Oswaldgrabenbach) blieb beim Neubau der Hauptstraße als Hauszufahrt bestehen
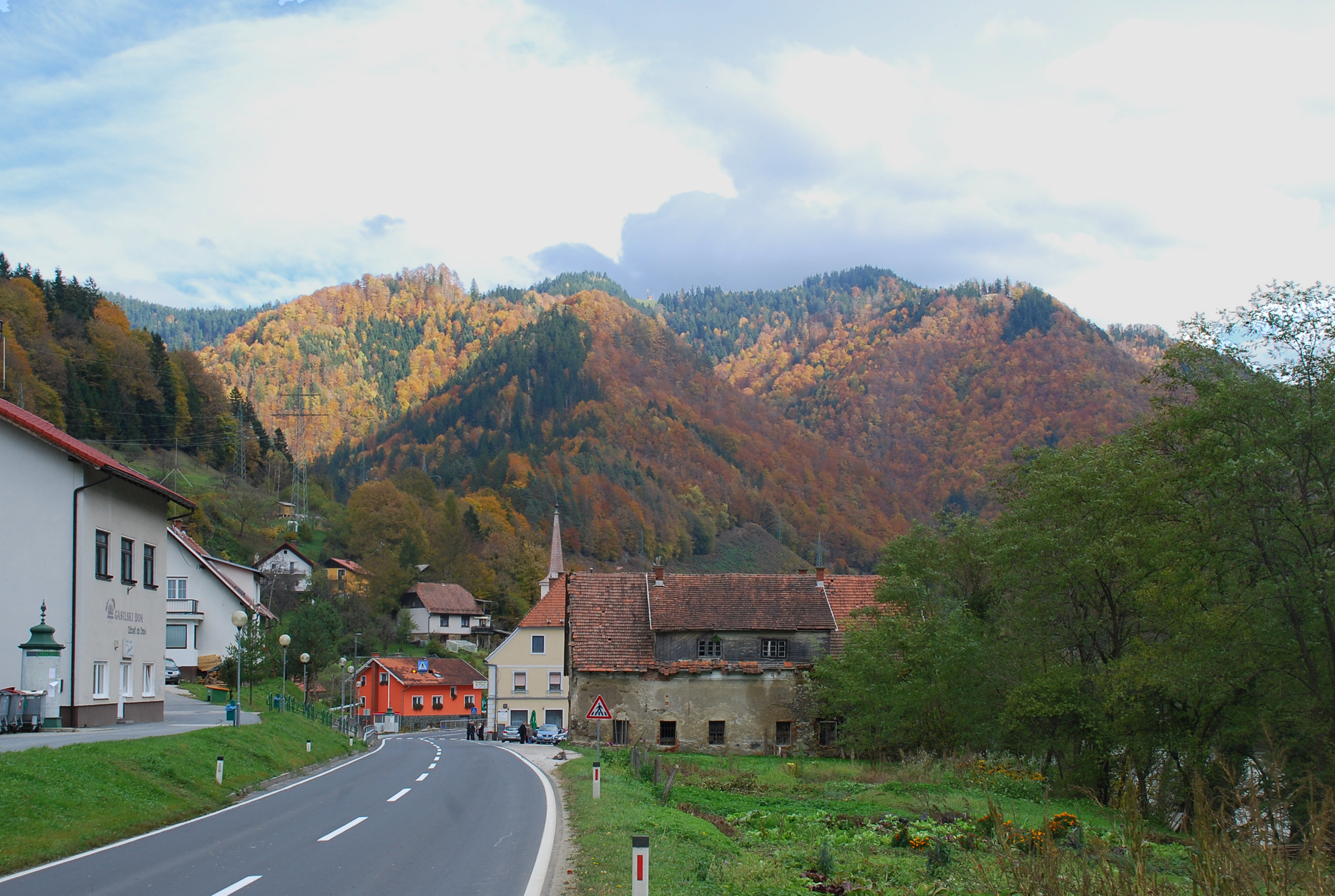
Bewaldete steile Berghänge säumen den Verlauf der Drau bei Ožbalt
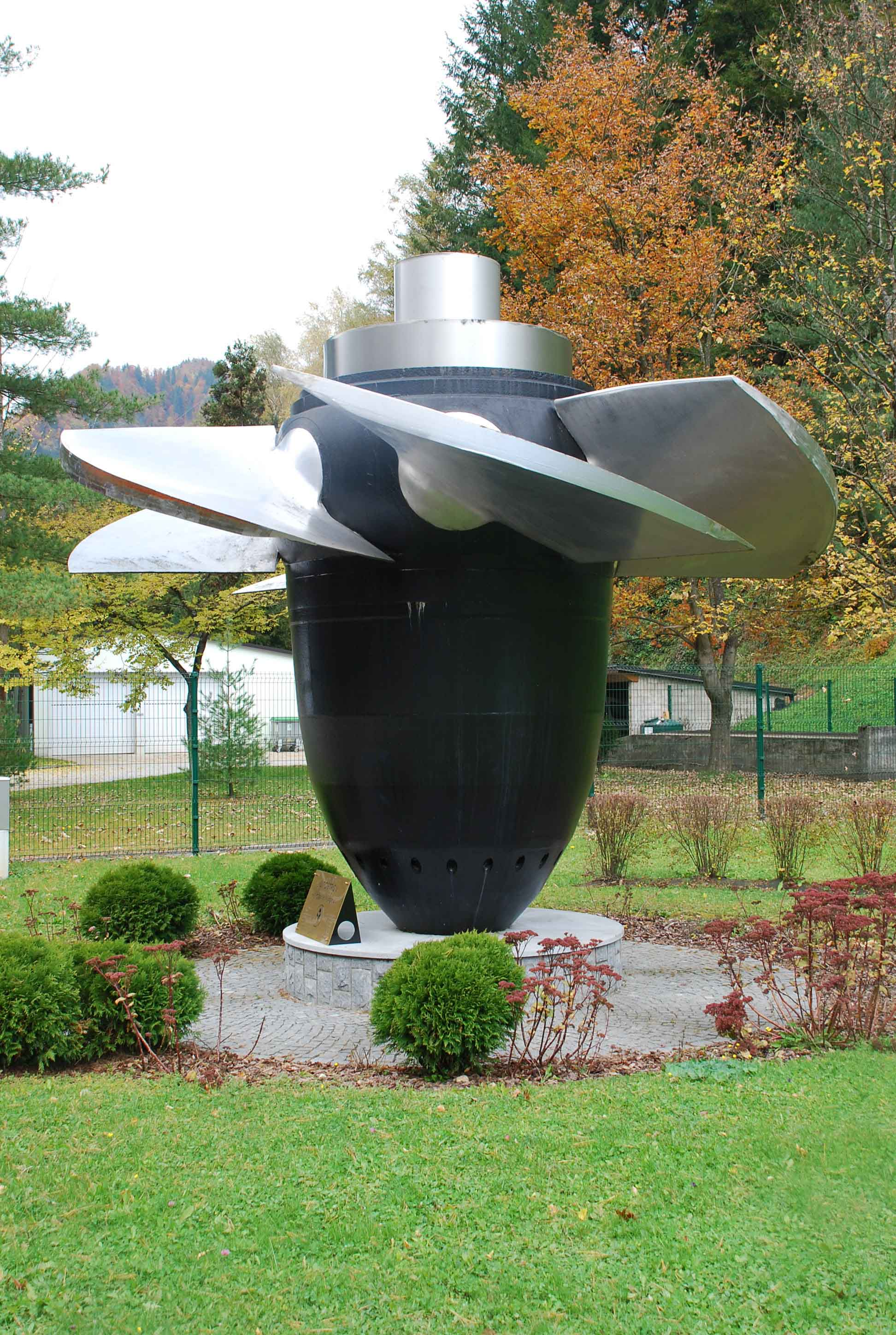
Eine Kaplan-Turbine erinnert an den Umbau des Kraftwerkes bei Ožbalt 2004
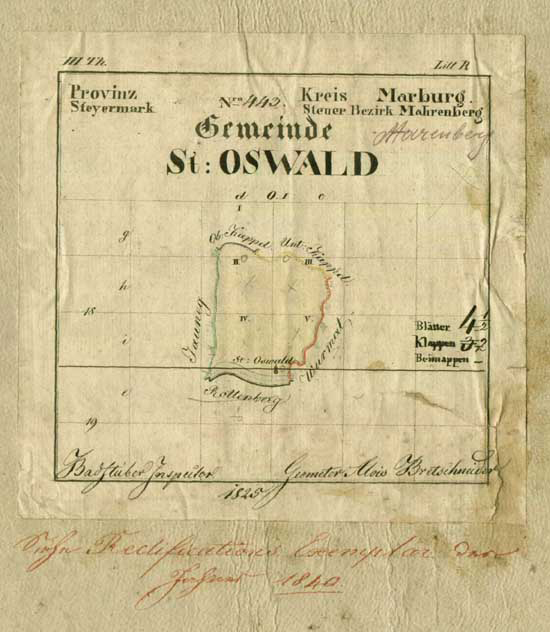
Übersichtsblatt zur Urmappe des Franziszeischen Katasters
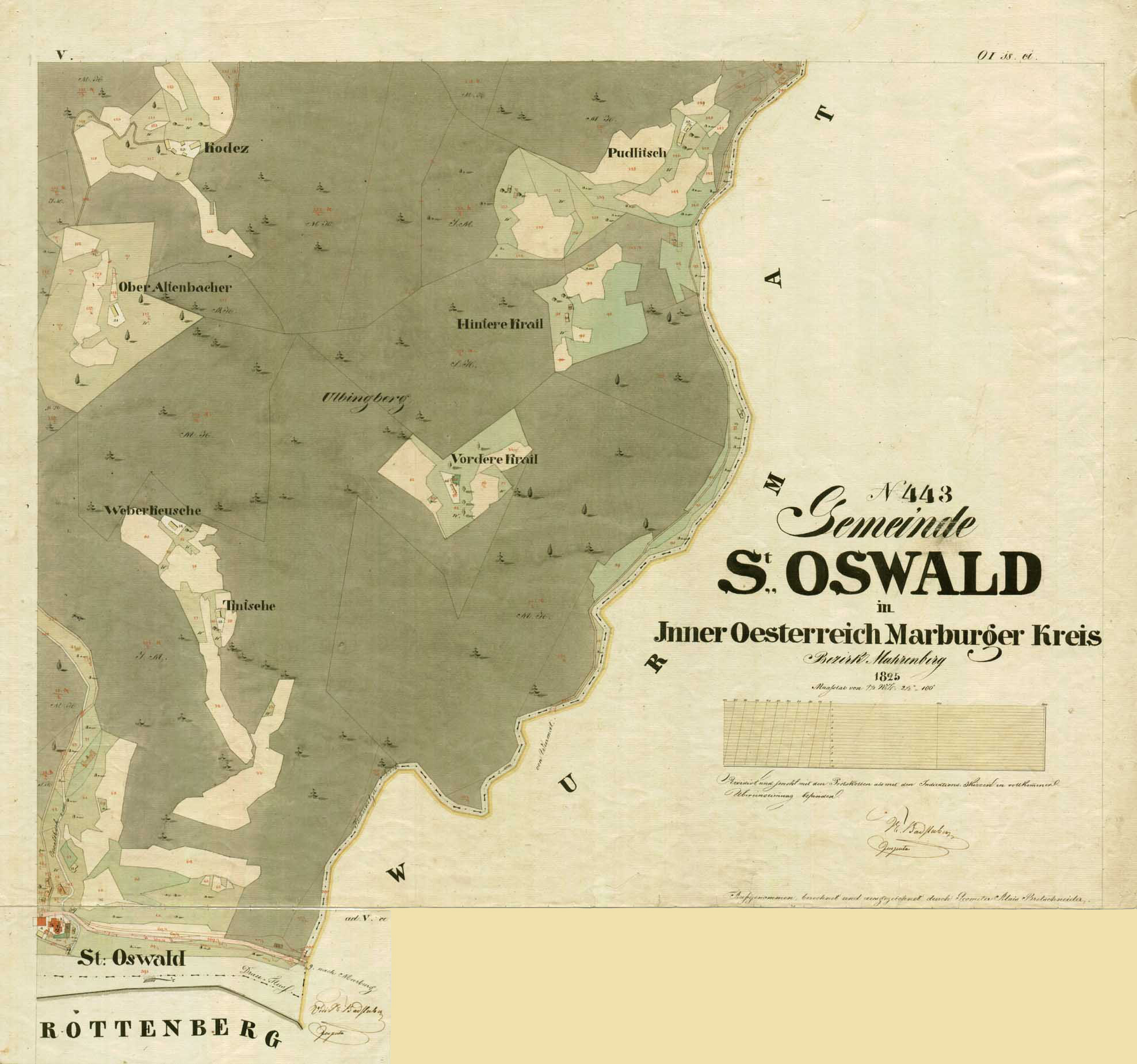
Titelblatt für die Katastralgemeinde St. Oswald
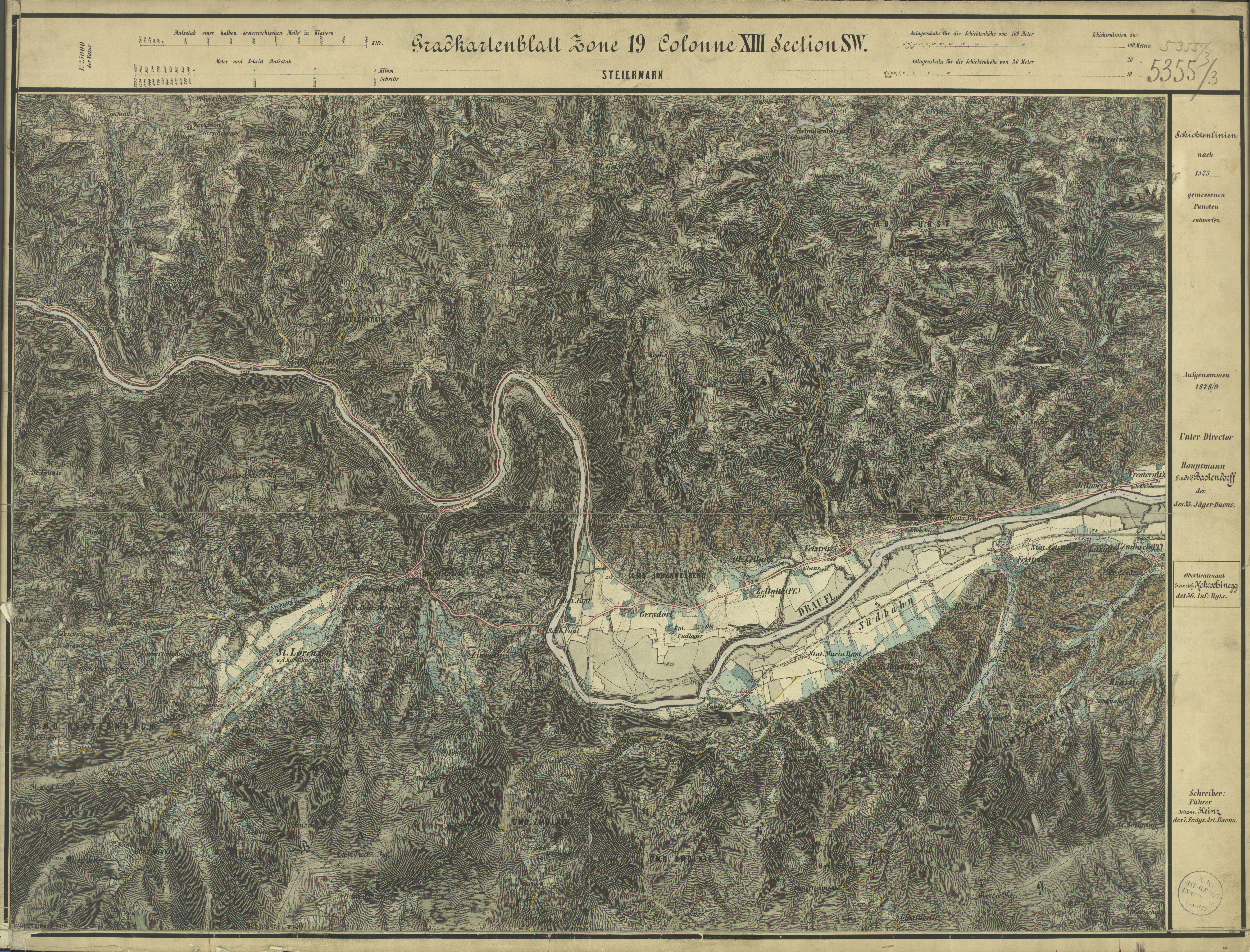
„St. Osswald (Pf.)“ um 1879 (links oben), Aufnahmeblatt der Landesaufnahme
Nach dem Ende Österreich-Ungarns war die Weiterführung dieses Blattes der geologischen Karte im Maßstab 1:75.000 nicht mehr möglich, sodass nur der Nordrand des Gebietes um Ožbalt geologisch dargestellt wurde und der Rest des Gemeindegebietes in der Darstellung der Spezialkarte verblieb (links Mitte)